# Koleszterin
A koleszterin (C27H46O) szteránvázas vegyület, amely minden emberi és állati sejtben megtalálható. Különösen nagy mennyiségben fordul elő egyes szervekben, pl. a mellékvesében, idegrendszerben és az epében. Az utóbbiról kapta a nevét: kholé (χολή) görögül epe, sztereosz (στερεός) kemény, szilárd. Az utóbbit az indokolja, hogy a nevet adó Michel-Eugène Chevreul-nak nem sikerült a zsírszerű anyagot elszappanosítania, és az továbbra is kemény maradt.
Koleszterint a szervezet minden sejtje előállít; a legnagyobb mennyiséget a máj. A sejthártyák felépítésében van fontos szerepe, továbbá sokféle hormon szintézisének kiindulási anyaga.

Koleszterin képlete

A kolesztán szénatomjainak számozása

A koleszterinszint meghatározásából következtetni lehet a máj működési állapotára. A vér koleszterintartalma cukorbetegség (diabetes mellitus), sárgaság, a pajzsmirigy csökkent működése, vesebetegségek és érelmeszesedés esetén fokozott lehet.
A koleszterin lerakódva az erek falában annak rugalmasságát csökkenti, és elősegíti az érelmeszesedés kialakulását. A vizelet üledékvizsgálatakor gyakran találhatók kicsapódott koleszterinkristályok. Csökken a koleszterinszint máj- és fertőző betegségekben, és Basedow-betegségekben (hipertireózis).

## A koleszterin a membránokban
A koleszterin minden sejt membránjában megtalálható mint a membránfluiditást szabályozó anyag: a túl rigid membránokat folyékonyabbá teszi, a túlságosan folyékonyakat pedig merevíti. (A membrán belsejében lévő, túl szorosan elhelyezkedő apoláros részleteket „szétlöki”, az egymástól túl távol elhelyezkedőket „összerántja”.) Egyes tanulmányok szerint a koleszterin néhány membránenzim működésére is hat.

## A koleszterin mint előanyag
A koleszterin az epesavak és a szteroidhormonok prekurzoraként (előanyagaként) is ismert.

### Az epesavak szintézise
Az epesavak fontos feladata, hogy a vékonybélbe került táplálékban található zsírokat emulgeálják (apró cseppekre választják szét), így azoknak nagyobb mennyisége válik a bontóenzimek számára elérhetővé a megnövekedett felület miatt. Ezenkívül az epesavak képzése fontos a koleszterinürítés szempontjából, ugyanis maga a koleszterin nem oxidálható a szervezetben széndioxiddá és vízzé, ebben a formában viszont egy része képes a széklettel távozni.
A szintézis során először a koleszterin 7. szénatomjára egy α helyzetű OH-csoport helyeződik, majd a 3. szénatomon elhelyezkedő OH-csoport β-helyzetűből α-helyzetűre változik. Itt az epesavak szintézise kettéválik: az egyik reakcióút a kólsavhoz vezet, a másik a kenodezoxikólsavhoz.
A kólsavhoz vezető reakcióút: a 12. szénatomra OH-csoport kerül, az 5-6. szénatom közötti kettős kötés redukálódik, a 26. szénatomon hidroxiláció, majd oxidáció következik be (így egy karboxilcsoport keletkezik), a 24. szénatomon szintén hidroxiláció, majd oxidáció eredményeként pedig oxocsoport. Ezután a 24. és a 25. szénatom közötti kötés felszakad, a kilépő propionsav helyére koenzim-A kötődik, így kolil-koenzim-A-t kaptunk. A kenodezoxikolil-koenzim-A szintézise hasonló, csak nem történik benne 12-hidroxiláció.
Ezek az ún. aktivált elsődleges epesavak még nem képesek kiválasztódni a májból, csak glicinnel vagy taurinnal való konjugáció után (ezek a 24. szénatomra kerülnek): az egyes termékek neve glikokólsav, taurokólsav ill. glikokenodezoxikólsav és taurokenodezoxikólsav; ezek a konjugált elsődleges epesavak. Ezek a bélben dekonjugálódnak (kólsav és kenodezoxikólsav, elsődleges epesavak keletkeznek), majd bakteriális enzimek hatására a 7. szénatomról leválik a hidroxilcsoport, így keletkeznek a másodlagos epesavak (a kólsavból dezoxikólsav, a kenodezoxikólsavból litokólsav). A konjugált és nem konjugált elsődleges és másodlagos epesavak egy része a széklettel kiürül, nagyobb része viszont a belekben felszívódva visszajut a májba és újra hasznosul (enterohepatikus körforgás).

### A szteroidhormonok szintézise

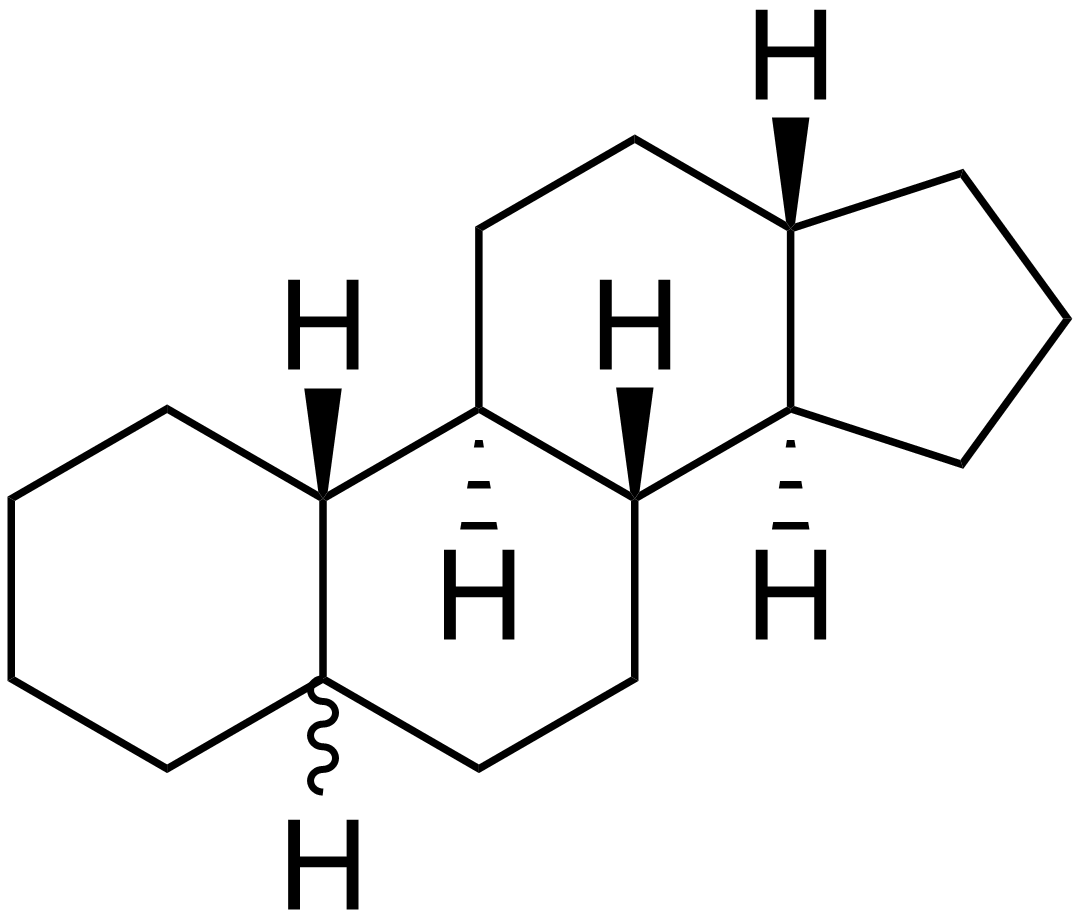
Gonán - a szteroidok váza

Szteroidoknak nevezzük azokat a vegyületeket, melyek váza négy kondenzált gyűrűből (három ciklohexán és egy ciklopentán) áll. A növényi, állati és szintetikus szteroidok száma már meghaladja a százezret.
Az emberi szervezetben minden szteroid pregnenolonból képződik. Ez a koleszterinből úgy képződik, hogy a 17. szénatomon található oldallánc egésze egy acetilcsoportra cserélődik. A pregnenolonból készül az összes glükokortikoid, mineralokortikoid és nemi hormon.
A pregnenolonból progeszteron keletkezik a 3. szénatom OH-csoportjának dehidrogenálásával, az 5-6. szénatom közötti kettős kötés felszakadásával és egy új kettős kötés keletkezésével a 4-5. szénatomok között. A 21. szénatom hidroxilálásával 11-dezoxi-kortikoszteron, majd a 11. szénatom hidroxilálásával kortikoszteron keletkezik. A 18. szénatomra hidroxilcsoportot helyezve, majd ezt oxidálva (azaz egy aldehidcsoport kialakításával) kialakul az aldoszteron.
Egy másik reakcióútvonalon a pregnenolonból 17-hidroxi-pregnenolon, majd 17-hidroxi-progeszteron képződik (keletkezhet közvetlenül progeszteronból is); a 21. szénatomra kapcsolt hidroxilcsoporttal 11-dezoxikortizol, majd a 11. szénatomra egy hidroxilcsoport hozzáadásával kortizol jön létre. Az utóbbi OH-csoport dehidrogénezésével jön létre a kortizon.
A nemi hormonok a 17-hidroxi-pregnenolonból jönnek létre dehidroxiepiandroszendionon és androsztendionon keresztül, itt válnak ketté a reakcióutak: létrejön a női nemi hormon ösztron, majd ebből az ösztradiol, és a férfi nemi hormon tesztoszteron, ebből pedig a dihidrotesztoszteron.

## Lipoproteinek
A trigliceridek, a koleszterin és észterei hidrofób (víztaszító) molekulák, melyeket a plazma vizes közegében kell szállítani. A szállítást bonyolult biokémiai struktúrák, a lipoproteinek végzik, melyek a hidrofób molekulákat hidrofil burokba zárják, elválasztva azokat a vizes közegtől. A koleszterin és a foszfolipidek a burokban (víztaszító végükkel befelé), a triglicerid és a koleszterin észterei a burkon belül helyezkednek el.
A különböző lipoproteinekben mások a burokban található fehérjék, és más a fehérje/zsír arány (a denzitás):
| Lipoprotein                          | Röv. | Fehérje (%) | Lipid (%) |
| ------------------------------------ | ---- | ----------- | --------- |
| Kilomikron                           |      | 1–2         | 98–99     |
| Nagyon alacsony sűrűségű lipoprotein | VLDL | 7–10        | 90–93     |
| Közepes sűrűségű lipoprotein         | IDL  | 15–20       | 80–85     |
| Alacsony sűrűségű lipoprotein        | LDL  | 20–25       | 75–80     |
| Magas sűrűségű lipoprotein           | HDL  | 40–55       | 50–55     |

Lipoprotein struktúra (kilomikron)
ApoA, ApoB, ApoC, ApoE (apolipoproteinek); T (triglicerid); C (koleszterin); zöld (foszfolipidek)

A sejtek hártyájában található LDL-receptorok az LDL burkában levő B-100-as fehérjét „ismerik meg”, így veszi át a sejthártya építéséhez szükséges koleszterint, ill. a zsír égetésére képes sejtek a trigliceridet.
A HDL a sejtekből és az erek falából a májba szállítja vissza a felesleges koleszterint, amely ott újrahasznosul vagy epesavvá alakulva kiválasztódik az emésztőrendszerbe. Ez a „jó” koleszterin.

## A HDL és az LDL
A magas LDL-koleszterinszint és alacsony HDL-koleszterinszint az érelmeszesedés, illetve az annak következtében kialakuló betegségek egyik legfontosabb előjelzője és korábbi, mára már megdőlni látszó elméletek szerint annak okozója. Míg az LDL-koleszterin a vérben feldúsulva az erek falában rakódik le, a HDL-koleszterin magas aránya azért kedvező, mert e zsírcseppecskékben az erekben már lerakódott koleszterin szállítódik vissza az érfalból a májba, ahol lebontódik.
A koleszterinszint értékét az érelmeszesedés és az ennek következtében fellépő betegségek (szívinfarktus stb.) kockázatának megállapítására használják. A kívánatos normálértékek mmol/l-ben:
| Koleszterin     | Normálérték |
| --------------- | ----------- |
| Összkoleszterin | < 5,1       |
| LDL-koleszterin | < 3,4       |
| HDL-koleszterin | > 1         |

A kívánatos értékek több körülménytől is függenek. Cukorbetegség esetén pl. a kívánatos összkoleszterinszint < 4,6 mmol/l. Egy kicsit leegyszerűsítve és jobban megjegyezhetően a kívánatos értékek: HDL > 1, triglicerid < 2, LDL < 3, összkoleszterin < 5 mmol/l.
A szív- és érrendszeri betegségek kockázatát általában a HDL és az összkoleszterin hányadosával szokták becsülni, mert a magasabb HDL-szint csökkenti a magas LDL-szint kockázatát.
A HDL-koleszterin szintjét megfelelő táplálkozással, rendszeres mozgással lehet emelni. A férfiak mintegy harmadánál, míg nőknél egy ötödüknél fordul elő alacsony HDL szint. Az alkohol kis mennyiségben növeli a HDL-koleszterin értékét. Változás kora után lévő nőkben a hormonpótlás emeli a HDL-koleszterin értékét. A nikotinsav, a niacin, vagy más más néven B3 vitamin szintén segít a HDL-koleszterin szint növelésében. Ennek érdekében különösen ajánlott a következő ételek rendszeres fogyasztása: a csirkehús, makréla, pisztráng, lazac, mogyoró és borjúhús.
Általában: az omega-6-os zsírsavak csökkentik, az omega-3-as zsírsavak növelik mind az össz-, mind a HDL-koleszterin szintjét. Az optimális arány kb. 1:1 a két zsírsav között.
A kialakuló szívbetegség kockázatának szűrésére a felnőttkorúaknál ötévente egyszer, a rendszeres koleszterin- vagy lipidprofil részeként érdemes elvégezni az alkar vénájából, vagy ujjbegyből vett vérminta vizsgálatot.
Az utóbbi időszak visszatekintő vizsgálatai kétségbe vonták a korábban kialakult nézetet. Ennek megfelelően nem tudjuk bizonyítani hogy ok-okozati összefüggés van az emelkedett koleszterinszint és az érelmeszesedés, áttételesen szívinfarktus között, bár a kettő közötti korreláció kétségtelen.[forrás?] A táplálékkal bevitt koleszterinszint nem okvetlenül emeli a szervezet koleszterinszintjét.

## A koleszterinszint vizsgálata
A koleszterinszint vizsgálata az ún. Lieberman–Burchard-reakción alapul: a vizsgált anyagból tömény kénsavval és ecetsav-anhidriddel vizet vonunk el, miközben az oldat színe lilásrózsaszínből sötétzöldre változik. A színváltozást az okozza, hogy a molekulában konjugált kettős kötéspár jelenik meg (új kettős kötés jön létre a 3. szénatomon). A koncentráció ezután spektrofotometriával vizsgálható.

## Koleszterinszegény étrend
Koleszterinszegény diéta alkalmazására akkor van szükség, ha az ártó és a védő lipoproteinek (LDL és HDL) értékaránya megváltozik és/vagy emelkedett triglicerid szintet igazolnak. Ajánlatos minden felnőtt vérzsírszintjét 2 évenként ellenőrizni, mivel csak vérvizsgálat deríthet fényt a kóros értékekre. A vérzsírok ellenőrzése kapcsán nem elég az összes mennyiséget meghatározni, de tudni kell, hogy melyik zsiradék, melyik lipoprotein emelkedett, mert a további kezelést és a diétát, csak e kettő pontos ismeretében lehet meghatározni.
A helyes táplálkozással nagymértékben csökkenhet az erekben a lerakódás, illetve lassítható az érelmeszesedés folyamata.
A koleszterinszegény diéta célja:
- koleszterinszegény (napi max. 300 mg koleszterin fogyasztható)
- zsírszegénység (0,5 g / testsúly kg)
- szénhidrátszegény (trigliceridszint emelkedettségnél)
- alkoholfogyasztás csökkentése (trigliceridszint emelkedettségnél)
- telítetlen zsírsavakban gazdag
- diétás rostokban gazdag

A koleszterinszegény diétával azonban csak kevéssé lehet befolyásolni a szervezet koleszterinszintjét. Ennek két oka van:
1. a szervezetben található koleszterin 75–80%-át a szervezet de novo állítja elő (elsősorban a májban, a mellékvesében, a petefészekben és a herében), és csak a fennmaradó 20–25% kerül táplálékkal a szervezetbe
2. a de novo szintézisben szerepet játszó HMG-CoA-reduktáz enzim mennyiségét maga a koleszterin szabályozza (függetlenül attól, hogy az táplálékkal került-e a szervezetbe).[6]

Ezt mutatja a tapasztalat is: az étrendi koleszterin csak az egyének egyharmadában befolyásolja a szérum koleszterinszintet.

## Az OmniHeart tanulmány
A tanulmány célja a szív- és érrendszeri betegségek kockázatának diéta általi csökkentése volt.
A kísérlet résztvevői 30 év feletti, többnyire túlsúlyos (34%) vagy elhízott (45%) emberek voltak. Átlagos testtömegindexük 30.1 volt (a 25 felettieket tekintik elhízottnak). Átlagos vérnyomásuk 131/77 Hgmm volt; 20%-uknak volt magas a vérnyomása. Egyikük sem volt cukor- vagy szívbeteg, nem szedtek vérnyomás- vagy vérzsírcsökkentő gyógyszert.
Három csoportra osztották őket, mindegyik személy végigcsinálta mindhárom diétát 6-hetenkénti véletlenszerű váltásban. Az egyik csoport szénhidrátdús, a másik fehérjedús, a harmadik telítetlen zsírsavakban dús diétát kapott (a számok kcal %-ban értendők):
|                         | Szénhidrát- dús | Fehérjedús | Telítetlen zsírban dús |
| diéta                   | diéta           | diéta      |                        |
| ----------------------- | --------------- | ---------- | ---------------------- |
| Szénhidrát              | 58              | 48         | 48                     |
| Fehérje                 | 15              | 25         | 15                     |
| Zsír                    | 27              | 27         | 37                     |
| Egyszeresen telítetlen  | 13              | 13         | 21                     |
| Többszörösen telítetlen | 8               | 8          | 10                     |
| Telített                | 6               | 6          | 6                      |

Mindhárom diétában napi 2100 kcal, 140 mg koleszterin, 30 g rost, 2300 mg nátrium, 4700 mg kálium, 500 mg magnézium és 1200 mg kalcium volt. A diétákat magas vérnyomásban szenvedő túlsúlyos emberek számára állították össze.
Mindhárom diéta csökkentette az LDL-koleszterin szintjét – legkevésbé a szénhidrátdús, legjobban a fehérjedús, ez azonban a HDL-koleszterint is csökkentette. A HDL-koleszterin növelése szempontjából a zsírdús diéta volt a legelőnyösebb.
A szénhidrátdús diéta növelte a vér trigliceridszintjét, a másik kettő csökkentette, a fehérjedús diéta nagyobb mértékben.
A vérnyomásban és a lipidek mennyiségében bekövetkezett változásokat figyelembe véve a fehérje- és zsírdús diéta jobb volt a szénhidrátdús diétánál.